# Bataille de Kessler's Cross Lanes
Guerre de Sécession
Batailles
Campagne de Virginie-Occidentale
- Philippi
- Rich Mountain
- Corrick's Ford
- Kessler's Cross Lanes
- Carnifex Ferry
- Cheat Mountain
- Greenbrier River
- Camp Alleghany

La bataille de Kessler's Cross Lanes est une bataille de la guerre de Sécession qui s'est déroulée le 26 août 1861 en Virginie (aujourd'hui Virginie-Occidentale).

## Avant la bataille
En attendant l'arrivée de leur commandant en chef, le général Robert Lee, les troupes confédérées sont déployées à l'ouest des Appalaches. Elles sont constituées de 2 corps : l'armée de la Kanawha, sous le commandement conjoint des généraux John Buchanan Floyd et Henry A. Wise, installée dans la haute vallée de la rivière Kanawha, au sud-est de Charleston et l'armée du Nord-Ouest, sous les ordres du général William W. Loring, installée au sud de Grafton.

## La bataille
Le 26 août 1861, le général Floyd décide de passer à l'offensive, sans attendre l'arrivée de Lee. Il traverse la rivière Gauley (en) et surprend, dans son campement, le 7e régiment d'infanterie de volontaires de l'Ohio, commandé par le colonel Erastus B. Tyler qui, sous la pression numérique, décide de battre en retraite. Toutefois, Floyd ne pousse pas davantage son action et se retire sur une position défensive à Carnifex Ferry.